# Giải bóng đá vô địch quốc gia Quần đảo Cook 2015
Giải bóng đá vô địch quốc gia Quần đảo Cook 2015 là mùa giải thứ 42 được ghi nhận của giải đấu bóng đá cao nhất ở Quần đảo Cook, với việc không rõ kết quả ở các mùa giải từ 1951 đến 1969, mùa giải 1986 và cả 1988–1990. Tupapa Maraerenga giành chức vô địch với 4 điểm hơn đội xếp thứ hai Titikaveka. Đây là danh hiệu thứ hai liên tiếp của Tupapa và lần thứ 5 họ vô địch trong 6 mùa giải gần nhất. 

## Bảng xếp hạng
| XH | Đội                   | Tr | T | H | T  | BT | BB | HS  | Đ  | Lên hay xuống hạng                                              |
| -- | --------------------- | -- | - | - | -- | -- | -- | --- | -- | --------------------------------------------------------------- |
| 1  | Tupapa Maraerenga (C) | 12 | 8 | 1 | 3  | 32 | 19 | +13 | 25 | Tham dự Giải bóng đá vô địch các câu lạc bộ châu Đại Dương 2017 |
| 2  | Titikaveka            | 12 | 7 | 0 | 5  | 28 | 22 | +6  | 21 |                                                                 |
| 3  | Puaikura              | 12 | 6 | 2 | 4  | 27 | 17 | +10 | 20 |                                                                 |
| 4  | Matavera              | 12 | 6 | 2 | 4  | 24 | 16 | +8  | 20 |                                                                 |
| 5  | Nikao Sokattak        | 12 | 6 | 0 | 6  | 16 | 26 | −10 | 18 |                                                                 |
| 6  | Takuvaine             | 12 | 5 | 0 | 7  | 22 | 23 | −1  | 15 |                                                                 |
| 7  | Avatiu                | 12 | 1 | 1 | 10 | 13 | 39 | −26 | 4  |                                                                 |

Cập nhật đến ngày 28 tháng 9 năm 2013
Nguồn: 
Quy tắc xếp hạng: 1. Điểm; 2. Hiệu số bàn thắng; 3. Số bàn thắng.
(VĐ) = Vô địch; (XH) = Xuống hạng; (LH) = Lên hạng; (O) = Thắng trận Play-off; (A) = Lọt vào vòng sau. 
Chỉ được áp dụng khi mùa giải chưa kết thúc: 
(Q) = Lọt vào vòng đấu cụ thể của giải đấu đã nêu; (TQ) = Giành vé dự giải đấu, nhưng chưa tới vòng đấu đã nêu.

## Kết quả
| Nhà \ Khách[1]    | AVA | MAT | NIK  | PUA | TAK | TIT | TUP |
| Avatiu            |     | 4–3 | 1–2  | 1–2 | 0–4 | 1–6 | 1–3 |
| Matavera          | 1–1 |     | 3–1  | 0–3 | 2–1 | 3–0 | 4–1 |
| Nikao Sokattak    | 3–2 | 1–0 |      | 2–0 | 1–0 | 1–2 | 2–1 |
| Puaikura          | 5–0 | 2–2 | 10–0 |     | 0–5 | 1–0 | 1–3 |
| Takuvaine         | 4–1 | 0–2 | 2–1  | 0–2 |     | 2–4 | 0–6 |
| Titikaveka        | 4–0 | 0–3 | 2–1  | 3–0 | 1–3 |     | 5–4 |
| Tupapa Maraerenga | 2–1 | 2–1 | 3–1  | 1–1 | 3–1 | 3–1 |     |

Cập nhật lần cuối: ngày 28 tháng 11 năm 2015.
Nguồn: 
1 ^ Đội chủ nhà được liệt kê ở cột bên tay trái.
Màu sắc: Xanh = Chủ nhà thắng; Vàng = Hòa; Đỏ = Đội khách thắng.

Ghi chú 1: Trận đấu Titikaveka v Puaikura ban đầu là trận thắng 3–5 cho Puaikura nhưng sau đó trở thành 3–0 cho Titikaveka.

Ghi chú 2: Trận Takuvaine v Titikaveka cũng có kết quả khác là 4–2 cho Takuvaine.